# 코자쿠라 호노카
코자쿠라 호노카(일본어: 小桜 ほのか こざくら ほのか[*], 5월 6일 - )는 다카라즈카 가극단 호시구미 소속 여역이다.
도쿄도 도시마구, 일본 여자대학 부속고등학교 출신이다. 키 162cm, 혈액형 O형이다. 애칭은 "호노카", "아이코", "논짱"이다.

## 약력
2011년, 다카라즈카 음악학교에 입학하였다
2013년, 다카라즈카 가극단 99기생으로 입단. 입단 당시 성적은 5등이었다. 유키구미 공연 「베르사이유의 장미」로 초무대를 하였다.
2014년, 구미마와리를 거쳐 호시구미에 배속되었다.
2016년, 호쿠쇼 카이리ㆍ히나미 후우 톱콤비 퇴단 공연 「벚꽃에 흩날려라(桜華に舞え)」로 신인공연 첫 히로인을 맡았다.
2020년, 「시라노・드・베르주락」 (드라마시티 공연)으로 전과 고문 토도로키 유의 상대역이자 히로인을 맡았다. 원래는 동상공연으로 상연될 예정이었으나, 코로나19로 인해, 드라마시티에서의 대체공연이 되었다.
2022년, 「베어타・베아트릭스」로 바우홀 공연 첫 히로인을 맡았다.

## 인물
다카라즈카 첫 관람은 2006년 하나구미 공연 「팬텀」이다. 반짝이는 오페라좌의 세계와 아름다운 음악, 여주인공 크리스틴을 동경해, 여역을 목표로 하게 된다.
학창시절에는 바둑부에 소속되어 있었다. 할아버지 집에 있던 바둑판과 바둑돌을 좋아해, 입부하였고, 학교를 오가는 전철 안에서도 바둑 관련 정석 책을 읽는 등, 바둑 세계에 열중하였다.
동경하는 상급생은 사쿠라노 아야네와 히나미 후우이다.

## 출연 이벤트
- 2014년 10월, 『연극인제 특별전』 (외부출연)
- 2015년 11월, 제 6회 『마그놀리아 콘서트・드･다카라즈카』
- 2015년 12월, 다카라즈카 스페셜 2015 『New Century，Next Dream』 (코러스)
- 2016년 7월, 『다카라즈카 파리제 2016』
- 2019년 12월, 다카라즈카 스페셜 2019 『Beautiful Harmony』
- 2021년 11월, 아이즈키 히카루 디너쇼 『All for LOVE』